# Prăbușirea Casei Usher (film francez din 1928)
Prăbușirea Casei Usher (în franceză La Chute de la maison Usher - engleză The Fall of the House of Usher) este  un film de groază britanic din 1928 regizat de Jean Epstein. Rolurile principale sunt interpretate de actorii Marguenite Gance, Jean Debucourt și Charles Lamy.

## Rezumat

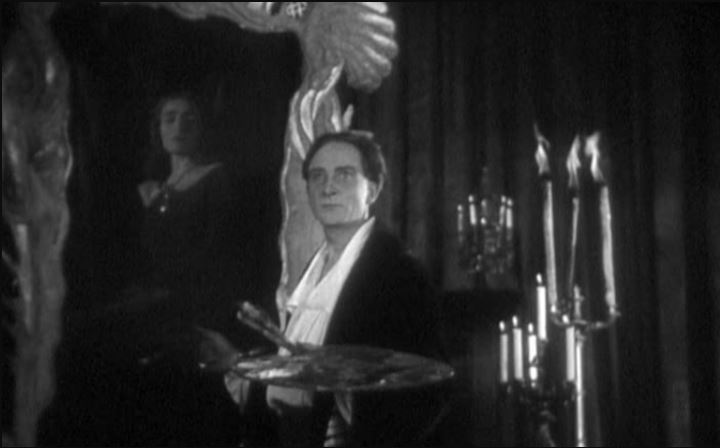
Roderick Usher

## Distribuție
- Marguenite Gance
- Jean Debucourt
- Charles Lamy

## The Fall of the House of Usher
- The Fall of the House of Usher (1928 American film)
- The Fall of the House of Usher (film din 1950)
- House of Usher (film)

## Vezi și
- Listă de povestiri după care s-au făcut filme